# Assiette anglaise
Pour l’article homonyme, voir L'Assiette anglaise pour l'émission de télévision.

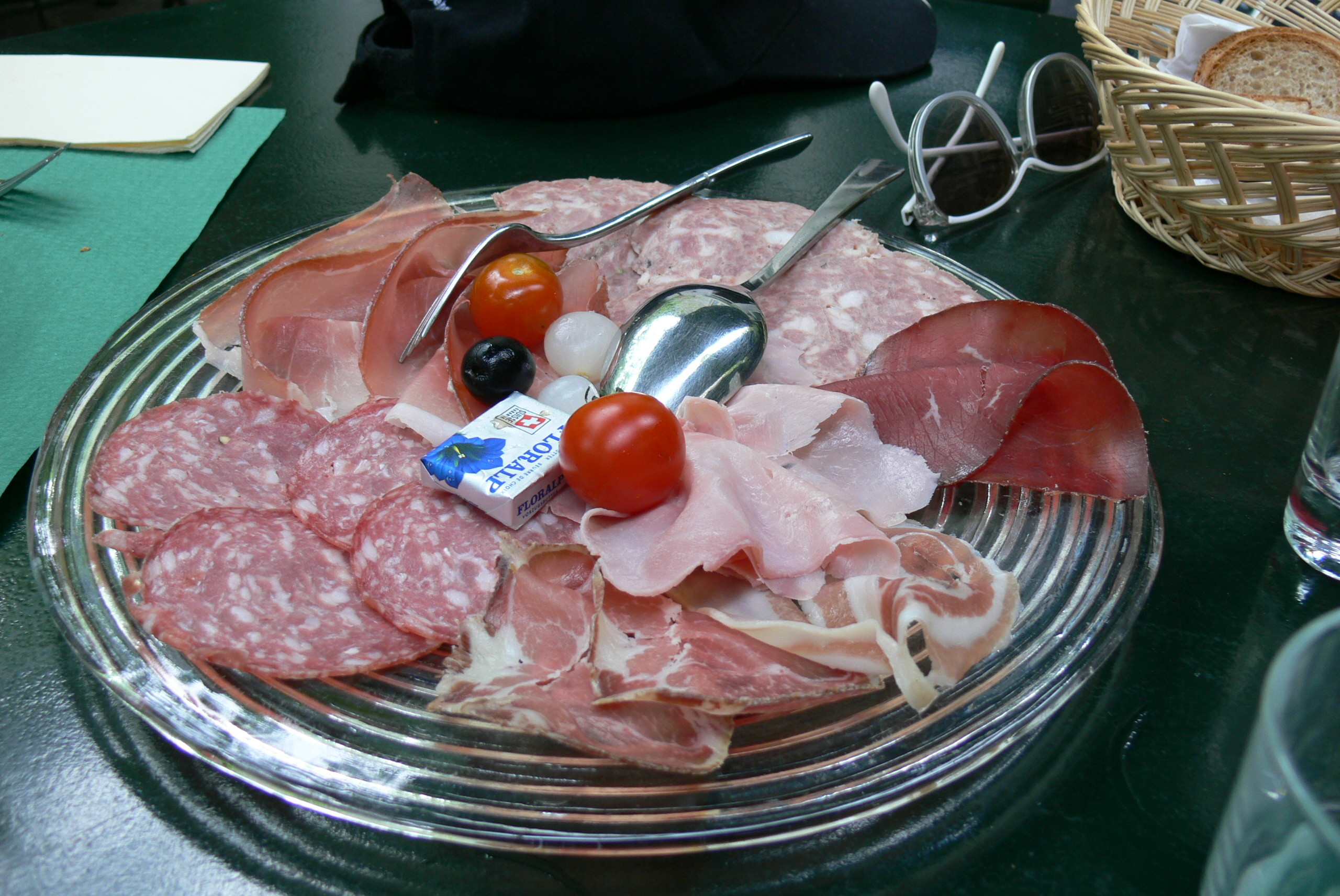
Assiette de charcuterie en Suisse.

Une assiette de charcuterie, ou assiette anglaise, est un plat froid, regroupant plusieurs sortes de charcuteries accompagnées de condiments.

## Appellation
Jusqu'à la fin du XIXe siècle, un assortiment de viandes froides et charcuteries, dressé en assiette individuelle, était appelé en France « assiette assortie » ; l'anglophilie amena le changement de nom en « assiette anglaise ».
Ce type de mets est présent dans divers pays et les Allemands, pour leur part, l'appellent schwedische Schüssel (« plat suédois »).

## Composition du mets
Ce mets est réputé présenter un assortiment de jambon d'York, de rosbif et de langue à l'écarlate.
On y trouve généralement des tranches de rosbif froid, de jambon, de pâté, de pâté en croûte, de rôti de porc froid, ainsi que des cornichons et de la tomate coupée en fines rondelles.